# تايلر وليامز (دراج)
تايلر وليامز (بالإنجليزية: Tyler Williams)‏ هو دراج أمريكي، ولد في 17 نوفمبر 1994 في بيكرسفيلد في الولايات المتحدة.

## وصلات خارجية
- تايلر وليامز على موقع الاتحاد الدولي للدراجات (الإنجليزية)
- تايلر وليامز على موقع أرشيف الدراجات (الإنجليزية)
- تايلر وليامز على موقع إحصائيات الدراجات الإحترافية (الإنجليزية)
- تايلر وليامز على موقع نسبة الدراجات (الإنجليزية)